# 佐倉江美
佐倉 江美（さくら えみ）は日本の女性声優。主にアダルトゲームに声をあてている。
明神下スタジオに所属している(明神下スタジオのサイトはそのほとんどのページでASTRAL Blazeに転送先が指定されているもののタレント紹介ページの佐倉江美のページはそのままになっている)。

## 人物
得意なキャラクターとしてツンデレ、ろりばばあ、ロリ、無邪気でえらそうなキャラを挙げている。

## 出演作品
太字は主役・メインキャラクター

### PCゲーム
2005年
- Heaven’s Cage（浅倉奈央、アプリコット）

2006年
- おかえしび～すと!（ひなた）
- ZeBRa 〜虜囚の館〜（獅之宮歌凛）

2007年
- 催眠術2（館山ゆうき）
- 聖なるかな -The Spirit of Eternity Sword 2-（レーメ）

2008年
- 堕姫2（シーナ）
- 聖なるかな スペシャルファンディスク（聖レーメ）
- りとる・ピース Vol.1（ミヤコ）

2010年
- 聖なるかな外伝 精霊天翔 〜壊れゆく世界の少女たち〜（リリィ）

2012年
- ものべの -Monobeno-（すみ）
- カラフル☆きゅあー（ヴァーミリオン・ヴェーラ・ライホネン）
- 優しい魔法の唱え方（篠倉あやめ）
- 聖なるかな Special Edition（レーメ）
- CHU→NING LOVER（麻乃瑠璃）

2013年
- ラヴレッシブ（坂又 澄）
- ChuSingura46+1 -忠臣蔵46+1-（徳川 綱吉)
- ジーザス13th -喪失われた学園-（ソフィア・ローラン・メギストス）
- ものべの-happy end-（すみ）

2014年
- ひこうき雲の向こう側（楽埼 散）
- 堕姫3 〜エルフ貪り調教編〜（ソフィ・ミィルゲイジ・ダー・ガヴィエロ）
- 夏恋ハイプレッシャー（東雲 桜咲）
- 子作りしようよ ソーマくん〜えっちな娘でもいいですか?〜（麻生 美桜）
- ものべの -more smile- for Sumi（すみ）
- ちっちゃらぶアパート（たま）
- すたーらいと☆アイドル -Colorful Top Stage!-（白金 美和）
- ネコぱら（水無月 時雨）

2015年
- 超・秘湯めぐり（ソフィ・ミィルゲイジ・ダー・ガヴィエロ）
- 恋魂（聖 那帆）

2016年
- まいてつ（早瀬 ふかみ）

2017年
- 鬼がくる。 〜姉がひん死でピンチです〜（虚姫）

2020年
- まいてつ Last Run!!（早瀬 ふかみ）

### コンシューマーゲーム
- 聖なるかな -オリハルコンの名の下に-（レーメ）

### オンラインゲーム
- 淫乳召喚 ぷるるんフェアリーズ（アルメット、イェール）[21]
- いくさひめ〜天下ワレメの戦い〜（尼子経久、毛利隆元、山中鹿介、熊本城、龍造寺隆信）[22]
- 神魔×絶頂☆ぷるるんイクシーズ（アクラレウ、アダファー）[22]
- 戦乱プリンセス（生駒吉乃、濃姫、山県昌景、三浦按針）
- 宝石姫 JEWEL PRINCESS（トルマリン、濃姫）
- 凍京NECRO＜トウキョウ・ネクロ＞ SUICIDE MISSION (氷蓮、ライムライト、絢崎紡)
- ジェミニシード（リーゼル、フェイト、イルマ、アシュリン）
- Deep One 虚無と夢幻のフラグメント（2020年、ジゼル・ボードウィン)
- ミナシゴノシゴト(ハンムラビ)

### ボイスドラマ
- お姉ちゃん抱っこシて（望月由依）[23]

### 音声作品
- 勇者だけど、あれから最近 身の周りが騒がしいです（竜神）
- 【ハイレゾ×バイノーラル】そこのお兄さん、今日だけ私の赤ちゃんになりませんか?（瑞浪瀬理奈）
- 【ハイレゾ×バイノーラル】そこのお兄さん? 私の赤ちゃんになって、エッチなよしよしをされてみませんか?（河澄結依）
- 【ハイレゾ×KU100バイノーラル】ロリなママに甘えたい!〜耳が幸せになれる1日赤ちゃんライフ♪〜（美国緋奈）
- 【耳かき・踏み踏み】あやかし郷愁譚 ～あかしゃぐま すみ～【蒸しタオル】（すみ）
- 耳かきリフレ『春乃撫子』へようこそ♪ ～ロリ店長による本気の極楽ご奉仕フルコース～（染井吉野）
- 癒やしの旅亭・和耳温水館～犬神3姉妹の極楽濃密耳責め天国♪～（茅花）
- Healing of King～ロリっ子エルフの炭酸射精～（エルフちゃん）
- 癒やしの温泉宿・和耳苑～狐耳の女将が尽くしてくれる、一泊二日の極楽時間♪（伊世）
- JKリフレ『お耳あまとろ委員会』～新米セラピストによる、耳責め官能コース♪（紗文）
- 耳かきリフレ『春乃撫子』へようこそ♪～耳かき・洗髪・耳舐めのデラックスコース♪（染井吉野）
- 【神待ち】街角で拾ったJ○と、甘くて楽しい、そしてすっごくエッチな同棲生活、してみませんか?【プレミアムフォーリー】
- 【受けNTR】幼馴染が寝てる間に、そのママから寝取られる話【プレミアムフォーリー】
- 『Seraphinite affection』～ジ○ニアアイドルのご奉仕フルメニュー♪